# Willibald Besta
Willibald Besta (ur. 6 listopada 1866 w Raciborzu, zm. 15 sierpnia 1949 w Monachium) – niemiecki malarz i grafik.

## Życiorys
Jego ojciec był adwokatem w Raciborzu, który leżał wówczas w prowincji Oberschlesien Śląsk (prowincja). Willibald studiował malarstwo w Państwowej Akademii Sztuki i Rzemiosła Artystycznego we Wrocławiu u Eduarda Kaempffera i Carla Ernsta Morgensterna. Studia ukończył w 1906, wyjechał do Paryża by tam studiować na Académie Julian. W maju 1908 immatrykulował się na monachijskiej Akademii Sztuk Pięknych w Monachium, gdzie studiował malarstwo i grafikę u Angelo Janka i został członkiem stowarzyszenia Münchener Secession. Mieszkał w Monachium i rokrocznie wystawiał swoje prace w Glaspalast w Monachium. W czasie pożaru 6 czerwca 1931 zostało tam zniszczonych ok. 4000 dzieł. Także prace Willibalda Besty.
Wspólnie z Karlem Antonem Rohanem, Aloisem Dempfem i Leopoldem Zieglerem poświęcił się chrześcijańsko-demokratycznej idei Unii Paneuropejskiej - był jednym z założycieli czasopisma Deutscheuropa. Niektóre z jego obrazów publikowano w monachijskim tygodniku Jugend. W latach 1933–1939 mieszkał w swoim atelier w Schwabing przy Ainmillerstraße 13. W 1940 przeniósł się do Berlina. Tam namalował obraz Rokokowe towarzystwo przed oranżerią zamku Sanssouci. W 1941 wraz z żona wrócił do Schwabing i mieszkał tam do śmierci. Pochowany został na cmentarzu Waldfriedhof w Monachium.

## Dzieła (wybór)
- Sitzender Akt (siedzący akt), pastel na papierze - 1910
- Tanzender Akt im Park (Tańczący akt w parku), olej na płótnie
- Selbstporträt en face mit Tabakpfeife (Autoportret en face z fajką), rysunek piórkiem - 1936
- Akt-Bildnis eines liegenden Mädchens (Akt portretowy leżącej dziewczyny), olej na drewnie
- Badende Nymphen in Parklandschaft (Kąpiące się nimfy), olej na drewnie
- Zwei junge Schnitterinnen beim Baden (Dwie młode pisarki w kąpieli), olej na kartonie
- Susanna im Bade (Zuzanna w kąpieli), olej na drewnie
- Rokokogesellschaft vor einer Orangerie des Schlosses Sanssouci (Rokokowe towarzystwo przed oranżerią zamku Sanssouci), olej na płótnie - 1940
- Drei badende Mädchen in antikisierender Landschaft werden von einem Schwan attackiert (Trzy kąpiące się zaatakowane przez łabędzia), olej na drewnie
- Faun und Nymphe (Faun i nimfa), olej na drewnie
- Badeszene (Scena kąpieli), olej na płótnie
- Schloss am Fuschlsee (Zamek nad jeziorem Fuschl)
- Blick auf den Tegernsee (Widok na Tegernsee)
- Stillleben mit Irdenware, Messingvase und einem Strauß Tulpen (Martwa natura z ceramiką, mosiężnym wazonem i bukietem tulipanów), olej na płótnie
- Rosenfest (Święto róż), olej na płótnie

Drukowane w tygodniku Jugend:
- 1921: Morgen am See. Morning on the Lake (Poranek nad jeziorem), zeszyt 9, S. 197.
- 1923: Apollo und Daphne (Apollo i Dafne) (Apollo i Dafne), zeszyt 20, S. 589.
- 1939: Diana im Bade (Diana w kąpieli), zeszyt 20, S. 387.